# Vickers VIM
O VIM ou Vickers Instructional Machine era uma aeronave biplano de treinamento construída para a República da China pela Vickers a partir de estoques excedentes de guerra de peças do F.E.2d da Royal Aircraft Factory, movida por um motor Rolls-Royce Eagle excedente, mas equipado com uma nacele inteiramente nova, proporcionando controles duplos para o aluno e instrutor. Trinta e cinco foram construídos e fornecidos a partir de 1920.

## Operadores
- República da China
  - Força Aérea da República da China

## Especificações (VIM)
Dados de: 
Descrições gerais
- Tripulação: 1 piloto
- Capacidade: 1 aluno
- Comprimento: 9,86 m (32 ft)
- Envergadura: 14,53 m (48 ft)
- Altura: 3,76 m (12 ft) [1]
- Área alar: 45,3 m² (488 ft²) [1]
- Peso vazio: 1 338 kg (2 950 lb)
- Peso bruto (carregado): 1 657 kg (3 650 lb)

Motorização
- Número de motores: 1x
- Tipo do motor: Rolls-Royce Eagle VIII refrigerado a água
- Potência por motor: 360 hp (268 kW)

Performance
- Velocidade máxima: 160 km/h (99,4 mph)
- Velocidade de cruzeiro (km/h): 185 km/h (115 mph)
- Alcance: 740 km (460 mi)
- Autonomia: 2:45 hs
- Razão de subida: 1.27 m/s
- Tecto de serviço: 4 000 m (13 100 ft)